# Fred L. Whipple
Fred Lawrence Whipple (Red Oak, 5 de novembro de 1906 — Cambridge (Massachusetts), 30 de agosto de 2004) foi um astrônomo estadunidense.
Nasceu em 1906 em Red Oak, em uma fazenda do estado norte-americano de Iowa. Formou-se na Universidade da Califórnia.
Participou do grupo que determinou a órbita do planeta Plutão então recém-descoberto, quando fazia o doutorado na Universidade da Califórnia, Berkeley.
Whipple trabalhou na Universidade de Harvard de 1931 até 1977. Dirigiu o Observatório Astrofísico do Instituto Smithsonian (Smithsonian Astrophysical Observatory) de 1955 até 1973.
Utilizando em 1930 de um novo método de fotografar cometas, Whipple conseguia determinar as trajetórias dos cometas com maior precisão, concluiu que todos os cometas que havia observado, eram constituídos de material frágil.
Durante a Segunda Guerra Mundial, Whipple inventou um esquema para enganar os radares dos alemães. Aeronaves aliadas lançavam centenas de fragmentos de papéis de alumínio, dando a falsa impressão que o número de aeronaves aliadas fosse muito maior.
No ano de 1950 Whipple apresentou a ideia de que o núcleo dos cometas era uma bola de gelo impregnadas de fragmentos de rochas e de areia (dirty snowball).
Ele afirmou que as cores dos cometas eram derivadas das camadas de rochas e areia que compunham as bolas de gelo. Este material que estava congelado no núcleo dos cometas, que, ao se aproximarem do Sol, aqueciam e vaporizavam parte do cometa.
Ele também teorizou que a formação da cauda dos cometas era decorrente de partículas que eram originárias de reservatórios congelados no núcleo do cometa.
Whipple aposentou-se de Harvard em 1977. Ele continuava a participar na vida académica, indo à universidade de bicicleta, isso até aos 90 anos de idade. Na matrícula do seu automóvel estava escrito a palavra "COMETS."
Fred Whipple faleceu no hospital de Cambridge, em 30 de agosto de 2004, aos 97 anos.